# Voo Aero Caribbean 883
O voo 883 de Aero Caribbean estava programado do Aeroporto Internacional Toussaint Louverture em Porto Príncipe, Haiti, até o Aeroporto Internacional José Marti em Havana, Cuba, com escala em Santiago de Cuba. No dia 4 de novembro de 2010 o ATR 72-212 que operava na rota caiu na província cubana de Sancti Spíritus, matando todos os 61 passageiros e 7 tripulantes a bordo.

## Avião
A Aeronave acidentada era um ATR 72-212, prefixo CU-T1549, operado pela Aero Caribbean desde outubro de 2006. Foi entregue em 1995 pela Simmons Airlines e depois operou na Continental Express. A companhia cubana Aero Caribbean foi o sua terceira proprietária após comprá-la em 2006. A Aero Caribbean é uma companhia aérea estatal de Cuba. Segundo o fabricante, o avião acumulara aproximadamente 25 000 horas de voo de acordo com as informações recebidas da ATR, a fabricante da aeronave.

## Acidente
O voo partiu de Porto Príncipe em direção a Havana. Após a escala no aeroporto Antonio Maceo em Santiago de Cuba o ATR-72 partiu em direção a Havana por volta das 16h50 hora local (20h50 UTC). Foi o último voo que saiu do aeroporto cubano antes de ser fechado devido a passagem do furacão Tomás. Às 17h42 o avião caiu perto da aldeia de Guasimal, na província de Sancti Spíritus, a uns 340 km ao sudeste de Havana, depois de pedir socorro. Testemunhas disseram que o avião estava "voando baixo e parecia instável... com fumaça e fogo", antes de ouvir uma explosão.
As instalações médicas em Guasimal foram postas em alerta para se preparar para receber os pacientes. Porém, a meia-noite eles foram orientados a se retirarem porque não havia sobreviventes.
O acidente é o pior com um ATR 72 implicado, junto com o voo American Eagle 4184, os dois com 68 mortos.

## Investigação
Segundo a Comissão Estatal de Inquérito criada para especificar o detalhamento das possíveis causas do acidente, a aeronave estava em boas condições técnicas e todos os seus sistemas funcionavam corretamente, assim como a tripulação estava com as licenças atualizadas.
Após a análise dos dados coletados nas caixas pretas, a Comissão Estatal de Investigação de Cuba, o Escritório de Investigações e Análises para a Segurança da Aviação Civil  da França (BEA) e representantes do fabricante da aeronave, a ATR, informam que este voo prosseguiu normalmente até que ocorressem condições meteorológicas extremas na rota, em consequência dos quais a aeronave entrou em severa condição de congelamento (alta concentração de gelo) a uma altitude de 20 mil pés, a velocidade do ar reduziu e a aeronave estolou, que juntamente com os erros da tripulação em lidar com esta situação causaram o acidente.